# Mixed up
Mixed up es un álbum de remezclas del grupo de producción japonés de música electrónica, I've Sound. Se publicó el 29 de diciembre de 2004 en el evento anual del mercado invernal del cómic (Komicket). En este disco los productores del grupo remezclan las canciones, cantadas por diez cantantes que pertenecen o habían pertenecido anteriormente al grupo. Dichas cantantes son: KOTOKO, Mami Kawada, Eiko Shimamiya, MELL, Kaori Utatsuki, MOMO, SHIHO, MAKO, AYANA y Reina.

## Canciones
1. MELL: Sabaku no Yuki (砂漠の雪)
Remezclado por Kazuya Takase
2. Reina: Close to mi
Remezclado por Kazuya Takase
3. Mami Kawada: Onaji sora no shita de (同じ空の下で)
Remezclado por Miu Uetsu X Rich
4. MOMO: Philosophy
Remezclado por POR
5. MAKO: See you -Chiisana eien- (小さな永遠)
Remezclado por Fish tone
6. SHIHO: Ever stay snow
Remezclado por CG Mix
7. Eiko Shimamiya: The castle of sand (Suna no shiro (砂の城))
Remezclado por Takeshi x POR
8. KOTOKO: Namida no chikai (涙の誓い)
Remezclado por Fish tone
9. AYANA: Verge
Remezclado por Tomoyuki Nakazawa
10. Kaori Utatsuki: Cross talk
Remezclado por Fish tone

- Datos: Q6883937